# 大槻典子
大槻 典子（おおつき のりこ・1987年10月8日 - ）は、オスカープロモーションに所属する日本の女性モデル・タレント。
東京都出身、品川女子学院中等部・高等部→青山学院大学経済学部卒業。

## 来歴・人物
- 大学1年の頃から「CanCam」「JJ」などに読者モデルとして登場[3]。大学2年時にはミス青山コンテストに出場し、ファイナリスト6人の中に選ばれるも落選。この時のグランプリは現・テレビ朝日アナウンサーの久富慶子であった[4]。
- 大学卒業後は化粧品メーカーに入社。宣伝部に配属されるが[5]、モデルの夢を捨てきれず2011年に退社。オスカープロモーションに所属する。
- 大学時代はテニスサークルに入っていた[2][3]。他に卓球、バドミントンも得意。
- 妹が2人いる[6]。
- かつてプラチナムプロダクションに所属していた女優・タレントの佐倉知里は中学時代からの親友[7][8]。また、映画ソムリエの東紗友美とも仲が良く、東のブログに度々登場している[9]。

## 出演

### テレビ
- MOSTI.tv（テレビ東京）
- アイコレ・アイ（テレビ埼玉）
- ガチッ娘 めざせ!舟券マスター（日本レジャーチャンネル） - リポーター
- キカナイトF（フジテレビ） - 2012年6月8日放送にアシスタントとして出演[10]
- 奇跡体験!アンビリバボー（フジテレビ） - 2013年4月11日放送「みんな知ってるアノ会社(秘)伝説SP」にアシスタントとして出演[11]
- 新緑の南津軽・渓流釣りの旅（釣りビジョン・2013年7月21日初回放送）[12]

### ラジオ
- Tokyoラジドル学園（レインボータウンエフエム放送・2011年）

### CM
- 味の素「ノ・ミカタ」（2009年）

### PV
- Spontania「愛よりも強いもの」（2011年6月） - テリー伊藤監修。ダンサーのFISHBOYも出演。

### イベント
- 東京ゲームショウ「gloopsブース」（2012年9月）